# Armadillidium fossuligerum
Armadillidium fossuligerum är en kräftdjursart som beskrevs av Karl Wilhelm Verhoeff 1902. Armadillidium fossuligerum ingår i släktet Armadillidium och familjen klotgråsuggor. Inga underarter finns listade i Catalogue of Life.